# Kabinett Pauļuks

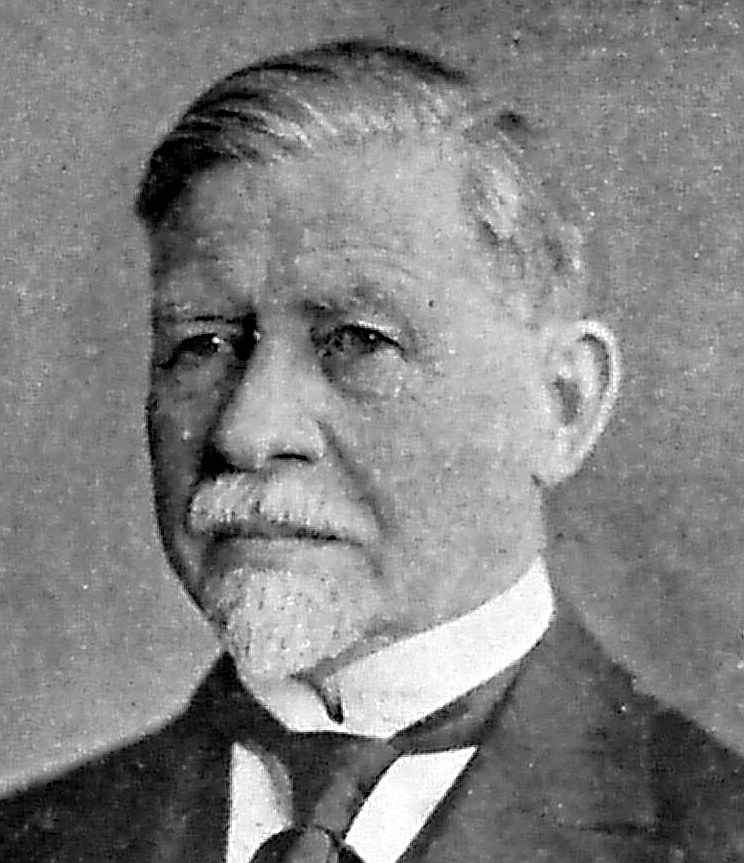
Ministerpräsident Jānis Pauļuks

Das Kabinett Pauļuks war die sechste Regierung der Republik Lettland und wurde am 27. Januar 1923 von Ministerpräsident Jānis Pauļuks gebildet. Das Kabinett löste das Kabinett Meierovics I ab und blieb bis zum 27. Juni 1923 im Amt, woraufhin es vom Kabinett Meierovics II abgelöst wurde.
Dem Kabinett gehörten folgende Minister an:
| Amt                                | Amtsinhaber              | Beginn der Amtszeit | Ende der Amtszeit |
| ---------------------------------- | ------------------------ | ------------------- | ----------------- |
| Ministerpräsident Verkehrsminister | Jānis Pauļuks            | 27. Januar 1923     | 27. Juni 1923     |
| Außenminister                      | Zigfrīds Anna Meierovics | 27. Januar 1923     | 27. Juni 1923     |
| Innenminister                      | Pēteris Berģis           | 27. Januar 1923     | 27. Juni 1923     |
| Verteidigungsminister              | Jānis Ducens             | 27. Januar 1923     | 27. Juni 1923     |
| Finanzminister                     | Ansis Buševics           | 27. Januar 1923     | 27. Juni 1923     |
| Justizminister                     | Vilis Holcmanis          | 27. Januar 1923     | 27. Juni 1923     |
| Landwirtschaftsminister            | Ernests Bauers           | 27. Januar 1923     | 27. Juni 1923     |
| Arbeitsminister                    | Klāvs Lorencs            | 27. Januar 1923     | 27. Juni 1923     |
| Bildungsminister                   | Pauls Gailītis           | 27. Januar 1923     | 27. Juni 1923     |
| Stellvertretender Außenminister    | Fēlikss Cielēns          | 27. Januar 1923     | 27. Juni 1923     |
| Stellvertretender Innenminister    | Antons Dzenis            | 27. Januar 1923     | 27. Juni 1923     |
| Stellvertretender Bildungsminister | Kārlis Dēķēens           | 27. Januar 1923     | 27. Juni 1923     |